# 5-й округ департамента Приморская Сена
5-й избирательный округ департамента Приморская Сена включает шестьдесят четыре коммуны округа Руан и четырнадцать коммун округа Гавр. Общая численность избирателей, включенных в списки для голосования в 2012 г. — 94 283 чел.
Действующим депутатом Национального собрания по 5-му округу является Кристоф Буйон (Christophe Bouillon, Социалистическая партия).
|  | Начало срока      | Конец срока       | Депутат       | Партия                  |
|  | ----------------- | ----------------- | ------------- | ----------------------- |
|  | 18 июня 2012 г.   | н/вр              | Кристоф Буйон | Социалистическая партия |
|  | 20 июня 2007 г.   | 17 июня 2012 г.   | Кристоф Буйон | Социалистическая партия |
|  | 19 июня 2002 г.   | 19 июня 2007 г.   | Жан-Клод Батё | Социалистическая партия |
|  | 12 июня 1997 г.   | 18 июня 2002 г.   | Жан-Клод Батё | Социалистическая партия |
|  | 02 апреля 1993 г. | 21 апреля 1997 г. | Жан-Клод Батё | Социалистическая партия |
|  | 23 июня 1988 г.   | 01 апреля 1993 г. | Жан-Клод Батё | Социалистическая партия |

## Результаты выборов
Выборы депутатов Национального собрания 2012 г.:
|                | Кандидат              | Партия                    | Первый тур | Первый тур     | Второй тур | Второй тур |
| Кол-во голосов | Кандидат              | Партия                    | % голосов  | Кол-во голосов | % голосов  |            |
| -------------- | --------------------- | ------------------------- | ---------- | -------------- | ---------- | ---------- |
|                | Кристоф Буйон         | Социалистическая партия   | 26 713     | 49,43          | 33 118     | 66,10      |
|                | Валери Кармер-Луазель | Союз за народное движение | 11 075     | 20,49          | 16 984     | 33,90      |
|                | Тимоте Уссен          | Национальный фронт        | 8 448      | 15,63          |            |            |
|                | Валери Лебрюн         | Левый фронт               | 2 951      | 5,46           |            |            |
|                | Муаз Морейра          | Новый центр               | 1 474      | 2,73           |            |            |
|                | Мари-Франс Персиль    | Партия зеленых            | 1 438      | 2,66           |            |            |
|                | Франсуа Пуантель      | Прочие правые             | 765        | 1,42           |            |            |
| Прочие         | Прочие                | Прочие                    |            | менее 1 %      |            |            |

Выборы депутатов Национального собрания 2007 г.:
|                | Кандидат         | Партия                            | Первый тур | Первый тур     | Второй тур | Второй тур |
| Кол-во голосов | Кандидат         | Партия                            | % голосов  | Кол-во голосов | % голосов  |            |
| -------------- | ---------------- | --------------------------------- | ---------- | -------------- | ---------- | ---------- |
|                | Кристоф Буйон    | Социалистическая партия           | 21 943     | 40,29          | 32 196     | 60,06      |
|                | Мари-Агнес Пусье | Союз за народное движение         | 18 315     | 33,63          | 21 411     | 39,94      |
|                | Самия Букальфа   | Демократическое движение          | 3 367      | 6,18           |            |            |
|                | Борис Лекёр      | Коммунистическая партия           | 3 165      | 5,81           |            |            |
|                | Мари-Клод Жоли   | Национальный фронт                | 2 448      | 4,50           |            |            |
|                | Клер Лютс        | Партия зеленых                    | 1 256      | 2,31           |            |            |
|                | Альдо Каселла    | Крайне левые                      | 1 162      | 2,13           |            |            |
|                | Жак Карье        | Движение за Францию               | 675        | 1,24           |            |            |
|                | Ален Ривьер      | Крайне левые                      | 613        | 1,13           |            |            |
|                | Мишель Леу       | Охота, рыбалка, природа, традиции | 579        | 1,06           |            |            |
| Прочие         | Прочие           | Прочие                            |            | менее 1 %      |            |            |